# Pterolophia basicristata
Pterolophia basicristata là một loài bọ cánh cứng trong họ Cerambycidae.